# Dzwon z Hueski
Dzwon z Hueski lub Legenda o królu Mnichu (hiszp. La campana de Huesca lub La leyenda del rey Monje) – obraz olejny hiszpańskiego malarza José Casady del Alisala przedstawiający aragońską legendę. 

## Opis
Obraz przedstawia kulminacyjny moment aragońskiej legendy o „dzwonie z Hueski”. Scena rozgrywa się w podziemiach królewskiego pałacu. Po lewej stronie, w towarzystwie agresywnego mastifa, stoi król Aragonii Ramiro II Mnich. Z uniesioną głową spogląda na szlachciców, wyzywająco, mimo podeszłego wieku. Wyciąga rękę, aby odsłonić makabryczne widowisko. Ścięte głowy dwunastu szlachciców, którzy sprzeciwiali się jego władzy, są ułożone na kształt wielkiego dzwonu. Głowa arcybiskupa Pedra de Lucria, przywódcy spisku, wisi na grubej linie niczym serce dzwonu.
Po prawej stronie widać pozostałych szlachciców, wezwanych przez króla, żeby uczestniczyli w krwawym widowisku. Mężczyźni tłoczą się na wąskich schodach i niemal kamienieją na widok wymierzonej przerażającej kary. Ich twarze wyrażają różne uczucia: gniew, strach, wstręt, złość lub chęć zemsty – widoczną w oczach szlachcica stojącego na czele grupy. 
Stroje postaci zostały oddane w drobiazgowy sposób, uwagę zwraca realistyczny charakter tkanin i metalowych przedmiotów.
W 1881 roku Casado del Alisal przedstawił obraz na Krajowej Wystawie Sztuk Pięknych. Nie otrzymał oczekiwanego medalu, lecz wyróżnienie cum laude i w konsekwencji złożył rezygnację ze stanowiska dyrektora Hiszpańskiej Akademii Sztuk Pięknych w Rzymie, które piastował. 
Obraz należy do zbiorów Prado, ale od 1950 roku jest eksponowany w urzędzie miasta w Huesce.